# 与位の洞門

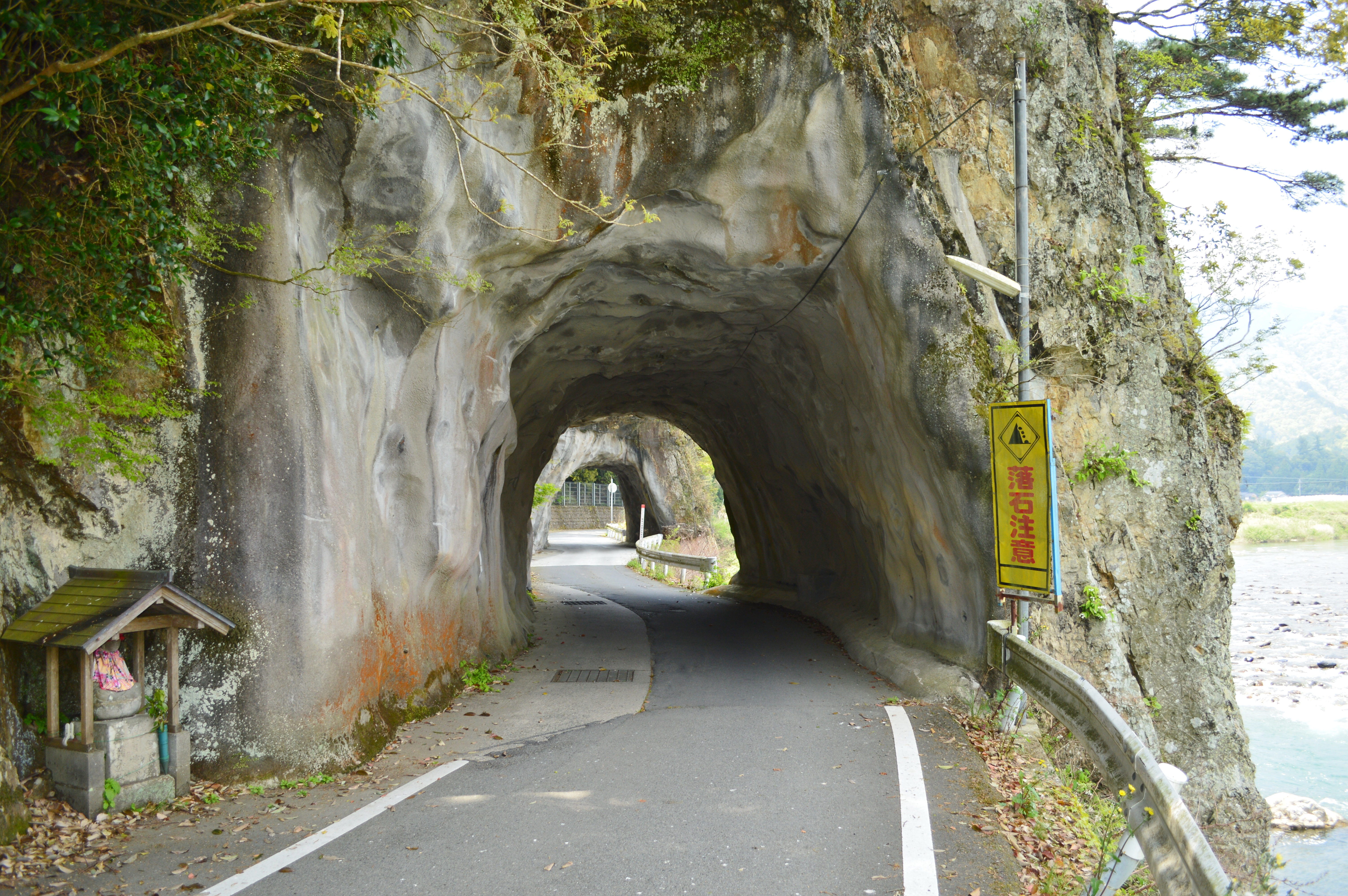
与位の洞門（下流側より）

与位の洞門（よいのどうもん）は、兵庫県宍粟市山崎町与位にある洞門。揖保川に面する右岸にあり、1903年（明治36年）に最初に掘られた。

## 概要

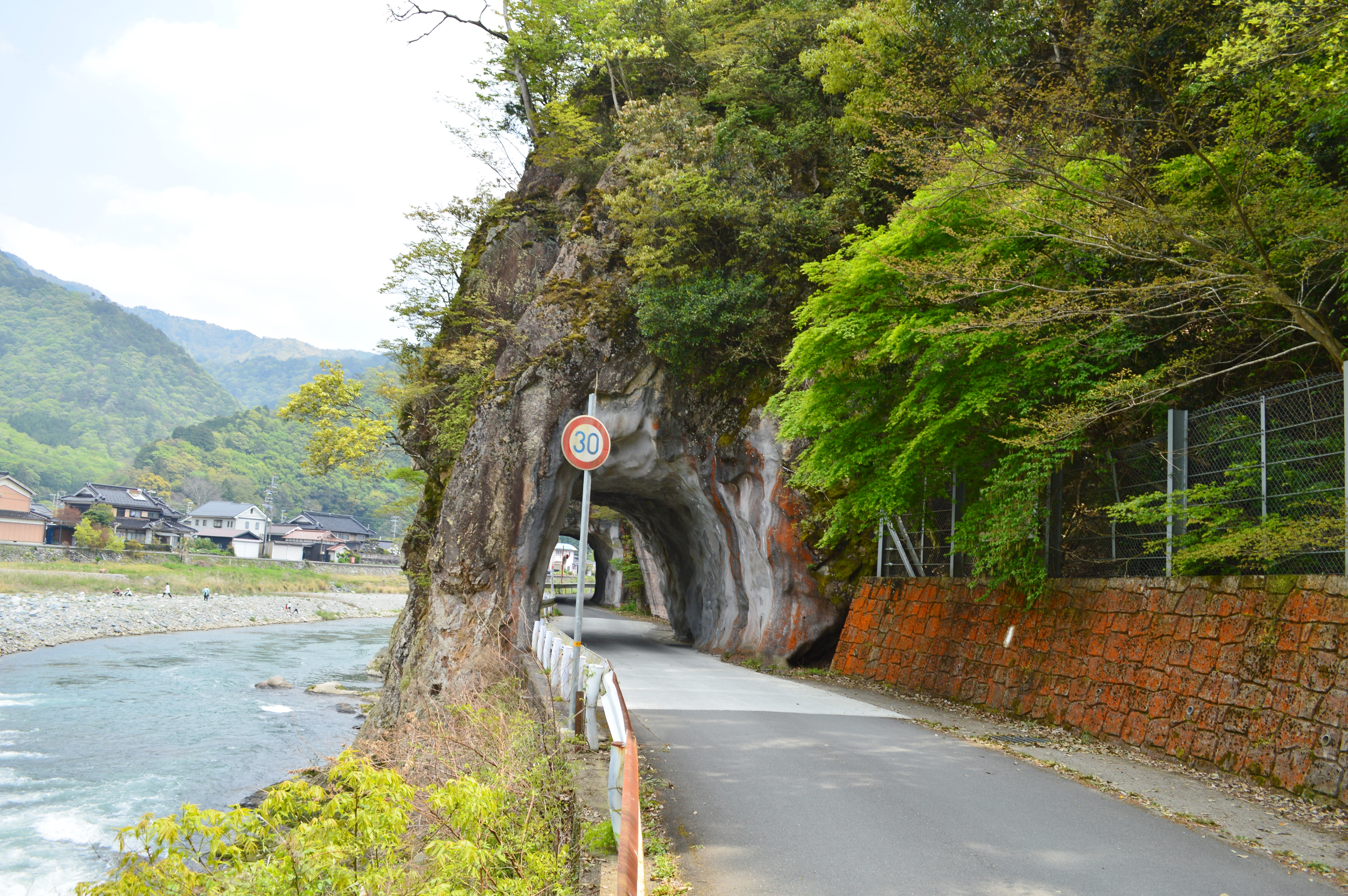
上流側より

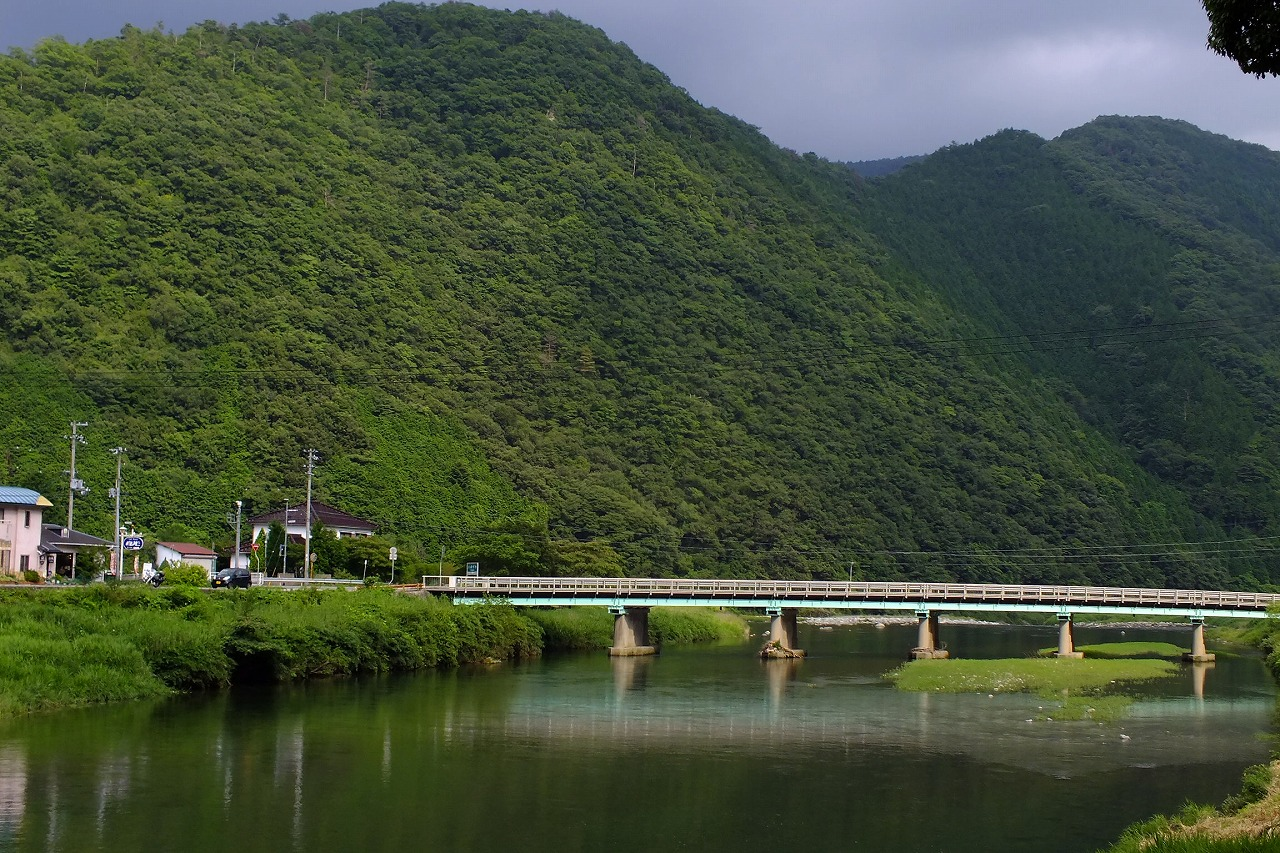
与位の洞門から見る揖保川

付近は「下乢の奇岩」（しもほきのきがん）と呼ばれ、揖保川に面する絶壁で、古来、宍粟の奥地へと向う際の交通の難所として、また田井の橋渡し付近とともに奇勝としても知られていた。当時は、岩端に桟橋をかけて通行していたが、洪水時には落ちた。このため、1903年（明治36年）頃に村人らによって2年がかりで隧道が掘られた。1926年（昭和元年）には荷車が通れるほどに拡張され、さらに1968年（昭和43年）には大型自動車が通行可能なまで拡幅工事が施された。これが与位の洞門である。
『宍粟郡誌』（大正12年）には以下のように記されている。
「田井より与位に至る途、揖保川の清流山脚を洗う処に二個の巨巖あり、其の形頗る奇なり。巖頭には老松枝を伸べて空に翻り、断崖数十尋、羊歯岩松の類これに叢生し、下部は碧潭に臨みて倒映の景奇絶なり。もと桟橋を架して風到を添えたりしたが、今は隧道を穿ちて奇いよいよ加われり」
対岸からは今でも岸壁に桟橋の腕木を差し込んだ四角い穴が確認できる。
山崎町与位地区は山と揖保川に囲まれており、増水時には上述の道も通行不可になることもあり陸の孤島化することも多かったが、国道29号山崎町田井からバイパスとして、よいたいトンネルの開通によりそうした事態がようやく解消された。

## 所在地
兵庫県宍粟市山崎町与位1番地の1

## 交通アクセス
自動車
中国自動車道山崎インターチェンジから国道29号を北へ約10km。

## 周辺情報
- しそう よい温泉 - 与位地区にある温泉。